# RIM-2 Terrier
RIM-2 Terrier – amerykański rakietowy, okrętowy system przeciwlotniczy oparty na dwustopniowych pociskach powierzchnia-powietrze na paliwo stałe, opracowany przez General Dynamics. Rozwój systemu oznaczonego początkowo jako SAM-N-7, został zapoczątkowany w 1951 roku. Konstrukcja systemu oparta została na eksperymentalnym systemie LARK. System wszedł do służby w roku 1956 z pociskami o zasięgu przekraczającym 35 kilometrów. Wyposażony był w zbliżeniowe głowice o wysokiej prędkości eksplozji, w wersji zaś RIM-2D produkowany był z głowicą jądrową. W roku 1963 status operacyjny uzyskały pociski Advanced Terrier oznaczone jako RIM-2F, w które wyposażone zostały krążowniki, fregaty oraz lotniskowce amerykańskiej marynarki wojennej. Pociski tej wersji zostały także zakupione przez włoską marynarkę wojenną. Od końca lat 60. dwudziestego wieku, pociski Terrier były sukcesywnie zastępowane na pokładach amerykańskich okrętów przez nowsze pociski systemu Standard.
Specyfikacja pocisków:
- Zasięg: >35 km
- Pułap: 20 000 metrów
- Prędkość: 2,5 Macha
- Długość: 8 metrów
- Długość bez członu startowego: 4,6 metra
- Średnica kadłuba: 34,4 centymetra
- Waga: ok. 1400 kilogramów